# Уго Фано
Уго Фано (італ. Ugo Fano; 28 липня 1912, Турин — 13 лютого 2001, Чикаго) — американський фізик-теоретик італійського походження. Член Національної академії наук США (1976). Найбільший спеціаліст другої половини XX століття в галузі теорії взаємодії випромінювання з речовиною.

## Біографія
Уго Фано народився в Турині в багатій єврейській родині. Він був названий на честь діда, який бився у війні за об'єднання Італії на стороні Джузеппе Гарібальді. Батько, Джино Фано (Gino Fano), був професором геометрії Туринського університету. Мати, Роза Кассин (Rosa Cassin), походила з родини інженерів і була талановитою художницею і музикантом. Брат Уго, Роберт Фано (Robert Fano), згодом також став відомим науковцем, фахівцем в області теорії інформації. Уго був хворобливою дитиною і до четвертого класу навчався вдома. У дванадцятирічному віці він захопився їздою на велосипеді, що дозволило йому зміцнити здоров'я. Пізніше він захопився туризмом і альпінізмом, багато часу проводив на купленій багато років тому дідом віллі поблизу Верони (Villa Fano). Серед шкільних друзів Уго був Сальваторе Лурія, майбутній знаменитий мікробіолог і нобелівський лауреат.
Після того, як Фано вступив до Туринського університету, його старший кузен Джуліо Рака (Giulio Racah) переконав його зайнятися фізикою і познайомив з Енріко Персико (Enrico Persico), під керівництвом якого Уго захистив докторську дисертацію в 1934 році. Після цього Персико влаштував його на роботу в групу Енріко Фермі, і Фано переїхав до Риму. Тут його основним наставником став Едоардо Амальді. У 1936 році Фано вирушив на два роки в Лейпцизький університет, де працював під керівництвом Вернера Гейзенберга. Після повернення він деякий час працював лектором в Римі, однак гоніння проти євреїв, що активізувалися в Італії змусили Уго і його наречену Лілль Латтес (Lilla Lattes) ухвалити рішення про еміграцію. У лютому 1939 року вони спішно прийняли хрещення і були повінчані католицьким священиком, після чого Лілла вирушила в Аргентину, а Уго, після заїзду в Париж, приєднався до неї. Там вони змогли отримати американські візи і в червні 1939 року прибули в Нью-Йорк.
У США Фано спочатку працював у Вашингтонському інституті біофізики, а незабаром переїхав в лабораторію Інституту Карнегі, розташовану в Колд-Спрінг-Харбор. Уго увійшов до групи Міліслава Демереца (Milislav Demerec) і займався в основному радіобіологією. Його інтерес до питань біофізики і генетики виник на семінарі Паскуаля Йордана, що відбувся в Римі в 1938 році. Фано також активно співпрацював з Максом Дельбрюком, познайомивши його з Сальвадором Луріей (вони згодом розділили Нобелівську премію). Після вступу США у війну він перейшов на роботу в Балістичну лабораторію, розташовану на Абердинському випробувальному полігоні в штаті Меріленд. Незабаром у нього народилася дочка Мері. Всього у Уго і Лілль було двоє дітей — обидві дочки.
Після закінчення війни Фано на рік покинув Колд-Спрінг-Харбор, щоб попрацювати в Колумбійському університеті над проблемою складних елементарних процесів, що викликаються випромінюванням у зв'язку з його біологічними ефектами. У 1946 році Уго прийняв пропозицію перейти в Національне бюро стандартів, де продовжував працювати до 1966 року. У 1948 році він вперше повернувся до Італії, потім продовжував періодично приїжджати на батьківщину. У 1950-ті роки вийшло дві книги його авторства: перша, написана спільно з дружиною Лілль, також фізиком за освітою і вчителем за професією, була присвячена педагогічно правильному викладу основ атомної фізики; в інший, написаній з Джуліо Рака, викладалася теорія груп в контексті її використання у фізиці атомних і ядерних зіткнень.
У 1966 році, коли було ухвалено рішення про переведення Національного бюро стандартів у Гейтерсберг (штат Меріленд), Фано не побажав туди переїжджати і прийняв запрошення Чиказького університету, де продовжував працювати до 2000 року. У 1972—1974 роках він очолював фізичний факультет, в 1982 році отримав звання почесного професора (Professor Emeritus). В університеті він підготував велику кількість студентів та аспірантів, з багатьма з яких продовжував співпрацю і після їх переходу в інші організації. У 1990—1995 роках Фано виконував обов'язки помічника редактора журналу Reviews of Modern Physics. Він помер у Чикаго в результаті ускладнень, пов'язаних з хворобою Альцгеймера.

## Наукова діяльність
- Перша важлива робота Фано, проведена разом з Енріко Фермі в 1935 році, стосувалася інтерпретації форми деяких спектральних ліній благородних газів, що спостерігалися в спектральному континуумі Гансом Бойтлером (Hans Beutler) і званих зараз лініями Бойтлера — Фано. До цієї теми Фано повернувся в 1961 році, ввівши параметр асиметрії лінії. Ця ідея була використана в 1963 році для пояснення дивних спектральних ліній гелію за рахунок двухелектронного збудження через квазідискретний стан на тлі континууму. Ідея асиметричного резонансу Фано, що виникає за рахунок інтерференції континууму і дискретного стану, виявилася надзвичайно плідною не лише в атомній фізиці, але й у фізиці конденсованого стану, фізики квантових точок, фотоніці.
- Вивчення двократно іонізованих атомів призвело Фано до ідеї колективних квантових чисел і координат, за допомогою яких можна описувати цілі системи частинок. Багаторазово іонізовані атоми відповідають найменш дослідженій області спектру між ближнім ультрафіолетом і рентгенівськими променями. Процеси одночасного збудження кількох електронів дають якісно іншу картину, ніж збудження лише одного. Для вивчення цих процесів і був запропонований принципово новий підхід.
- У 1965 році спільно з Ліхтеном Фано дав пояснення процесам переходу кінетичної енергії атомів, що стикаються, в енергію збудження електронів (механізм Фано — Ліхтена). Цей механізм має загальне значення в теорії хімічних перетворень.
- Працюючи в групі Демереца, Фано вивчав вплив рентгенівського випромінювання на мух-дрозофіл. Під впливом робіт Дельбрюка з бактеріофагами, він також зайнявся цією темою, підсумком чого стало відкриття стійких до вірусів мутантів кишкової палички. Досвід роботи в області радіобіології привів Фано до усвідомлення недостатності чисто статистичної теорії мішеней, тому він зайнявся вивченням детальних атомно-молекулярних процесів, що відбуваються при попаданні енергійної зарядженої частинки в середовище. Він визначив деякі речовини, такі як кисень, здатні зменшувати радіаційні ушкодження, встановив час, необхідний клітці для відновлення після ушкодження.
- У 1947 році він ввів фактор Фано, що визначає відхилення від середньої ефективності іонізації, яка викликається в середовищі випромінюванням. У 1954 році спільно з Л. Спенсером він проаналізував енергетичний спектр уповільнення швидких електронів в середовищі. Він також встановив теорему Фано про те, що потік вторинних частинок не залежить від варіацій щільності об'єму, збуджуваного первинним випромінюванням. Цей факт грає важливу роль у дозиметрії.
- У 1957 році Фано зробив важливий внесок у використання концепції матриць щільності і операторних уявлень (рівняння Ліувілля) в атомній та молекулярної фізики, продемонструвавши міць цих підходів.

## Основні публікації

### Книги
- U. Fano, L. Fano. Basic physics of atoms and molecules.
- U. Fano, G. Racah. Irreducible tensorial sets.
- У. Фано, Л. Спенсер, М. Бергер. Перенос гамма-излучения.
- U. Fano, L. Fano. Physics of atoms and molecules: An Introduction to the structure of matter. Переклад: У. Фано, Л. Фано. Физика атомов и молекул.
- U. Fano, A. R. P. Rau. Atomic collisions and spectra.
- U. Fano, A. R. P. Rau. Symmetries in quantum physics.

### Статті
- U. Fano. Sullo spettro di assorbimento dei gas nobili presso il limite dello spettro d'arco // Nuovo Cimento. — 1935. — Vol. 12. — P. 154—161.
- M. Demerec, U. Fano. Mechanism of the Origin of X-Ray Induced Notch Deficiencies in Drosophila Melanogaster // PNAS. — 1941. — Vol. 27. — P. 24—31.
- U. Fano. Ionization Yield of Radiations. II. The Fluctuations of the Number of Ions // Phys. Rev. — 1947. — Vol. 72. — P. 26—29.
- L. V. Spencer, U. Fano. Energy Spectrum Resulting from Electron Slowing Down // Phys. Rev. — 1954. — Vol. 93. — P. 1172—1181.
- U. Fano. Description of States in Quantum Mechanics by Density Matrix and Operator Techniques // Rev. Mod. Phys. — 1957. — Vol. 29. — P. 74—93.
- U. Fano. Effects of configuration interaction on intensities and phase shifts // Phys. Rev. — 1961. — Vol. 124. — P. 1866—1878.
- U. Fano. Pressure Broadening as a Prototype of Relaxation // Phys. Rev. — 1963. — Vol. 131. — P. 259—268.
- J. W. Cooper, U. Fano, F. Prats. Classification of Two-Electron Excitation Levels of Helium // Phys. Rev. Lett. — 1963. — Vol. 10. — P. 518—521.
- U. Fano, W. Lichten. Interpretation of Ar+-Ar Collisions at 50 KeV // Phys. Rev. Lett. — 1965. — Vol. 14. — P. 627—629.
- U. Fano, J. W. Cooper. Line Profiles in the Far-uv Absorption Spectra of the Rare Gases // Phys. Rev. — 1965. — Vol. 137. — P. A1364—A1379.
- U. Fano, J. W. Cooper. Spectral Distribution of Atomic Oscillator Strengths // Rev. Mod. Phys. — 1968. — Vol. 40. — P. 441—507. Перевод: У. Фано, Дж. Купер. Спектральные распределения сил осцилляторов в атомах. — М. : Наука, 1972.
- U. Fano. Spin Orientation of Photoelectrons Ejected by Circularly Polarized Light // Phys. Rev. — 1969. — Vol. 178. — P. 131—136.
- U. Fano. Quantum Defect Theory of l Uncoupling in H{\displaystyle _{2}} as an Example of Channel-Interaction Treatment // Phys. Rev. A. — 1970. — Vol. 2. — P. 353—365.
- E. S. Chang, U. Fano. Angular Momentum Transfer in the Theory of Angular Distributions // Phys. Rev. A. — 1972. — Vol. 6. — P. 173—185.
- U. Fano, D. Dill. Angular Momentum Transfer in the Theory of Angular Distributions // Phys. Rev. A. — 1972. — Vol. 6. — P. 185—192.
- U. Fano, J. H. Macek. Impact Excitation and Polarization of the Emitted Light // Rev. Mod. Phys. — 1973. — Vol. 45. — P. 553—573.
- C. Greene, U. Fano, G. Strinati. General form of the quantum-defect theory // Phys. Rev. A. — 1979. — Vol. 19. — P. 1485—1509.
- U. Fano. Correlations of two excited electrons // Rep. Prog. Phys. — 1983. — Vol. 46. — P. 97—165.